# Порритт, Артур
Артур Эспи Порритт, барон Порритт, 1-й баронет (англ. Arthur Espie Porritt, Baron Porritt, 1st Baronet; 10 августа 1900, Уонгануи, Новая Зеландия — 1 января 1994, Лондон, Великобритания) — новозеландский врач, спортсмен и государственный деятель, генерал-губернатор Новой Зеландии (1967—1972).

## Биография
Изучал медицину в Университете Отаго и колледже Магдалины в Оксфорде. В качестве спортсмена представлял Новую Зеландию на летних Олимпийских играх в Париже (1924), выиграв бронзовую медаль на дистанции 100 м. На следующей Олимпиаде в Амстердаме (1928) не смог принять участие в забеге из-за травмы.
После завершения спортивной карьеры был руководителем команды Новой Зеландии на Играх Британского Содружества в Лондоне (1934) и летних Играх в Берлине (1936). Активно участвовал в международном олимпийском движении:
- 1934—1967 годы — член Международного олимпийского комитета,
- 1961—1967 годы — первый президент Медицинской комиссии МОК.

С 1926 года работал хирургом в больнице Святой Марии в Лондоне. Участник Второй мировой войны, участник битвы при Дюнкерке, военных действий в Египте, также принимал участие в операции «Нептун» в Нормандии. В послевоенное время был личным врачом будущего короля Эдуарда VIII, в 1952—1967 годах — королевы Елизаветы II. В 1960—1963 годах — президент Британской медицинской ассоциации (British Medical Association) и Королевского колледжа хирургов.
В 1967—1972 годах — генерал-губернатор Новой Зеландии, был первым на этой должности, кто родился на территории страны.
В 1950 году был возведен в рыцари в 1963 году получил титул баронета. В 1973 году он был назначен пожизненным пэром, получив титул барона Порритт с резиденциями в Вангануи, Новая Зеландия и в Хэмпстеде в Большом Лондоне.
Его сын Джонатан Порритт — известный активист-эколог.